# 毛更甦
毛更甦（1919年12月—2008年8月8日），男，湖南长沙人，中华人民共和国政治人物，曾任云南省经济委员会主任，湖北省政协副主席。